# 정상성
정상성(正常性, normality)이란 평범한 상태를 말한다. 예를 들어 행동의 측면에서, 어떤 개인에게 어떤 행동이 한결같이 가장 평범한(흔한) 행동이라면, 그 행동은 그 개인에게 정상이라고 할 수 있다. 또한 어떤 사회에서 어떤 개인의 행동이 그 사회에서 가장 흔한 행동이라면, 그 행동은 그 사회에서 정상이라고 할 수 있다. ‘정상’의 정의는 사람, 시대, 장소, 상황에 따라 각양각색이다. 그 정의는 사회의 기준과 규범이 변함에 따라 함께 변한다. 흔히 ‘이상’(異常, Abnormality)의 반대를 ‘정상’이라고 일컫기도 한다. 이런 단순한 구도에서는 정상이 좋은 것이고, 이상은 나쁜 것으로 생각되기 쉽다. 개인의 행동이 '정상'이냐 아니냐에 따라 그 개인이 사회에 소속되거나, 배척되거나 심지어 사회적 불명예를 뒤집어쓰게 되는 등 결과가 파생된다.
'정상'이란 유동적인 개념이기 때문에 정의를 내리기 어렵지만, 이런 파생 결과의 존재로 인해 ‘정상’의 정의가 중요해진다. 정상이란 무엇인가에 대해 연구하는 학문을 '정상학'(正常學, normatology)이라고 한다. 이 분야는 정상과 이상을 구분하는 훌륭한 정의를 개발하는 것을 시도한다. 하지만 굳이 이 분야뿐 아니라 철학, 심리학, 사회학 등 여러 분야에서 ‘정상이란 무엇인가?’라는 질문은활발하게 논의되어 왔다. 임상심리학의 정신질환편람(Diagnostics and Statistics Manual, DSM)은 정상과 이상을 구분하려는 가장 포괄적인 시도라고 할 수 있다.
정상에서 벗어나는 것은 일부 사람들에게 받아들여지지 않겠지만, 좋은 결과를 도출하는 경우도 있다. 어떤 사람들에게는 정상에 속하는 것보다 논리와 윤리를 따르는 것이 더 중요하다.

## 같이 보기
- 비장애인
- 신경전형인